# 札幌休日きっぷ
札幌休日きっぷ（さっぽろきゅうじつ-）は、北海道旅客鉄道（JR北海道）が発売する特別企画乗車券である。2015年3月29日利用開始分を以って発売終了。

## 概説
土・日曜および祝日に札幌を往復できる切符。特急列車の普通車自由席を往復利用でき、指定券を別途購入することにより指定席も利用できる。ただし倶知安発は普通列車のみ利用可能。

## 有効期間
有効期間は最大2日間で、下記のとおりとなる。
- 利用開始日が土曜の場合 - 2日間有効
- 利用開始日が日曜・祝日で翌日が平日の場合 - 1日間有効
- 利用開始日が日曜・祝日で翌日が祝日の場合 - 2日間有効

## 価格
- 苫小牧発 - 2,600円
- 東室蘭・室蘭発 - 4,200円
- 伊達紋別発 - 5,000円
- 倶知安発 - 2,500円
- 旭川発 - 4,400円
- 滝川発 - 3,240円

(こども半額)

## 発売日・発売箇所
利用開始日の1か月前から下記箇所で発売する。（窓口の営業日、営業時間に注意）
- 苫小牧発 - 苫小牧駅みどりの窓口、ツインクルプラザ苫小牧支店、糸井駅出札窓口、沼ノ端駅自動券売機（利用開始日当日分のみ）
- 東室蘭・室蘭発 - 東室蘭駅・室蘭駅・登別駅・幌別駅・伊達紋別駅・洞爺駅・長万部駅みどりの窓口、ツインクルプラザ東室蘭支店、鷲別駅・母恋駅出札窓口
- 伊達紋別発 - 伊達紋別駅・洞爺駅みどりの窓口
- 倶知安発 - 倶知安駅みどりの窓口、ニセコ駅出札窓口
- 旭川発 - 旭川駅・永山駅・美瑛駅・上富良野駅・上川駅みどりの窓口、ツインクルプラザ旭川支店
- 滝川発 - 滝川駅・砂川駅・奈井江駅・赤平駅・芦別駅みどりの窓口、滝川駅旅行センター

※特急列車内で車掌から購入することも可能である（主にワンマン列車からの乗換えで乗り換え地点以降の乗車券･特急券を持っていない場合など）。これはSきっぷに関しても同様である。